# Escherichia
Escherichia är ett släkte av gramnegativa, icke sporbildande, fakultativt anaeroba och stavformiga bakterier i familjen Enterobacteriaceae.
De flesta av släktets bakterier är ofarliga, men Escherichia coli, som är en vanlig bakterie orsakar många vanliga infektioner som till exempel urinvägsinfektion. Escherichia producerar i någon mån vitamin K som biprodukt, vilket är viktigt för människor och djur. 
Escherichia fermenterar laktos.